# 贯岭乡
贯岭乡，是中华人民共和国四川省绵阳市北川羌族自治县曾经下辖的一个乡。2019年12月，撤销都坝乡和贯岭乡，设立都贯乡。

## 行政区划
贯岭乡撤销前下辖以下地区：
贯岭社区、复兴村、金洞村、岩路村、竹坝村、中心村、水埝村和岩林村。